# Hohe Kelch
Die Hohe Kelch ist ein 1264 m ü. NHN hoher felsiger Nebengipfel des Belchen (1414 m ü. NHN) im Südschwarzwald (Baden-Württemberg). Dieser auch Belchennase genannte markante Vorsprung in der Gipfellinie gehört zu den wenigen schroffen Berggestalten im Schwarzwald. Die nordwestlichen Hänge gehören zur Gemeinde Münstertal (Landkreis Breisgau-Hochschwarzwald) und der Südosthang zur Gemeinde Kleines Wiesental (Landkreis Lörrach).

## Charakteristik

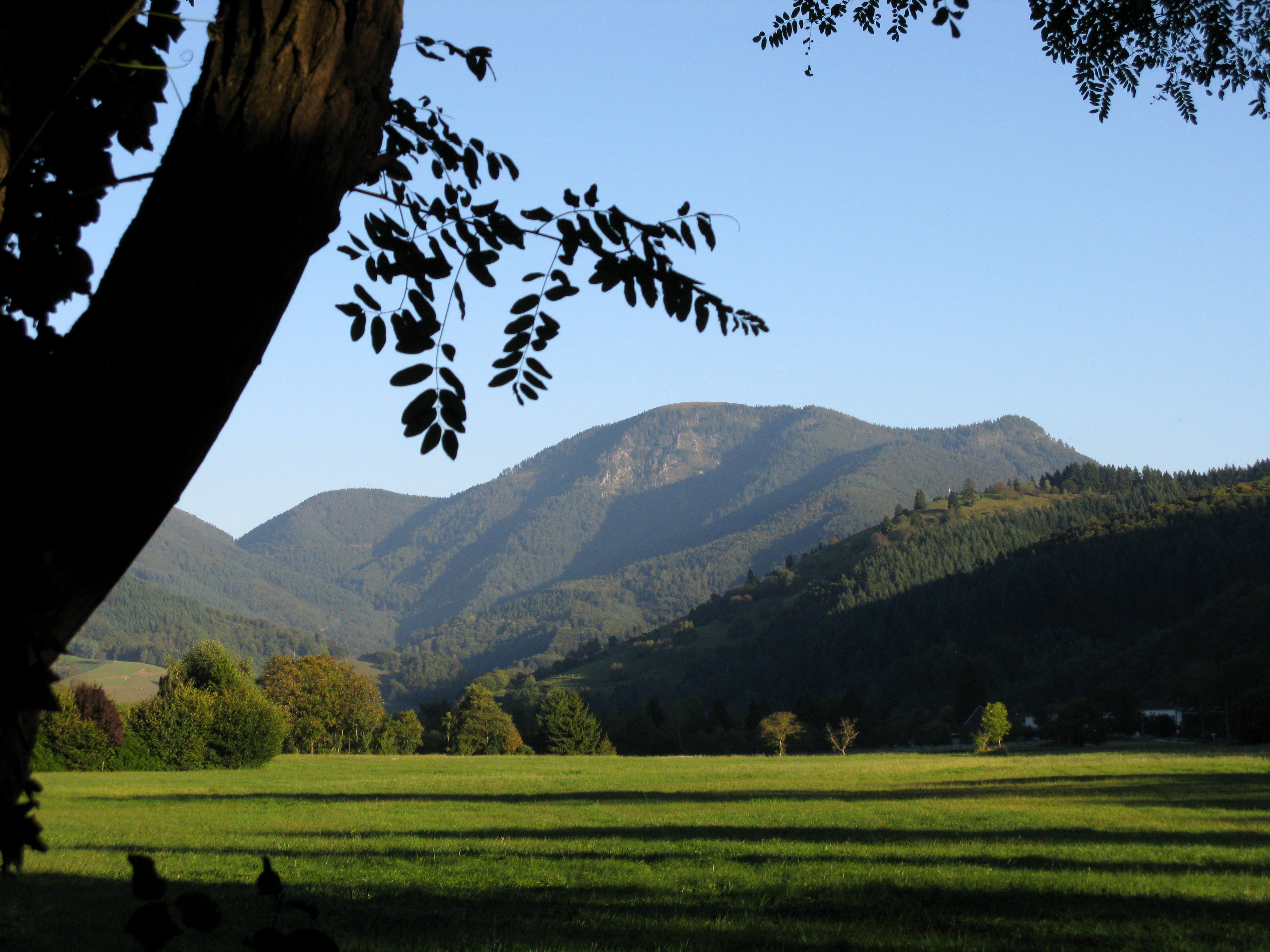
Der Belchen mit der Hohen Kelch rechts und dem Rübgartenkopf links

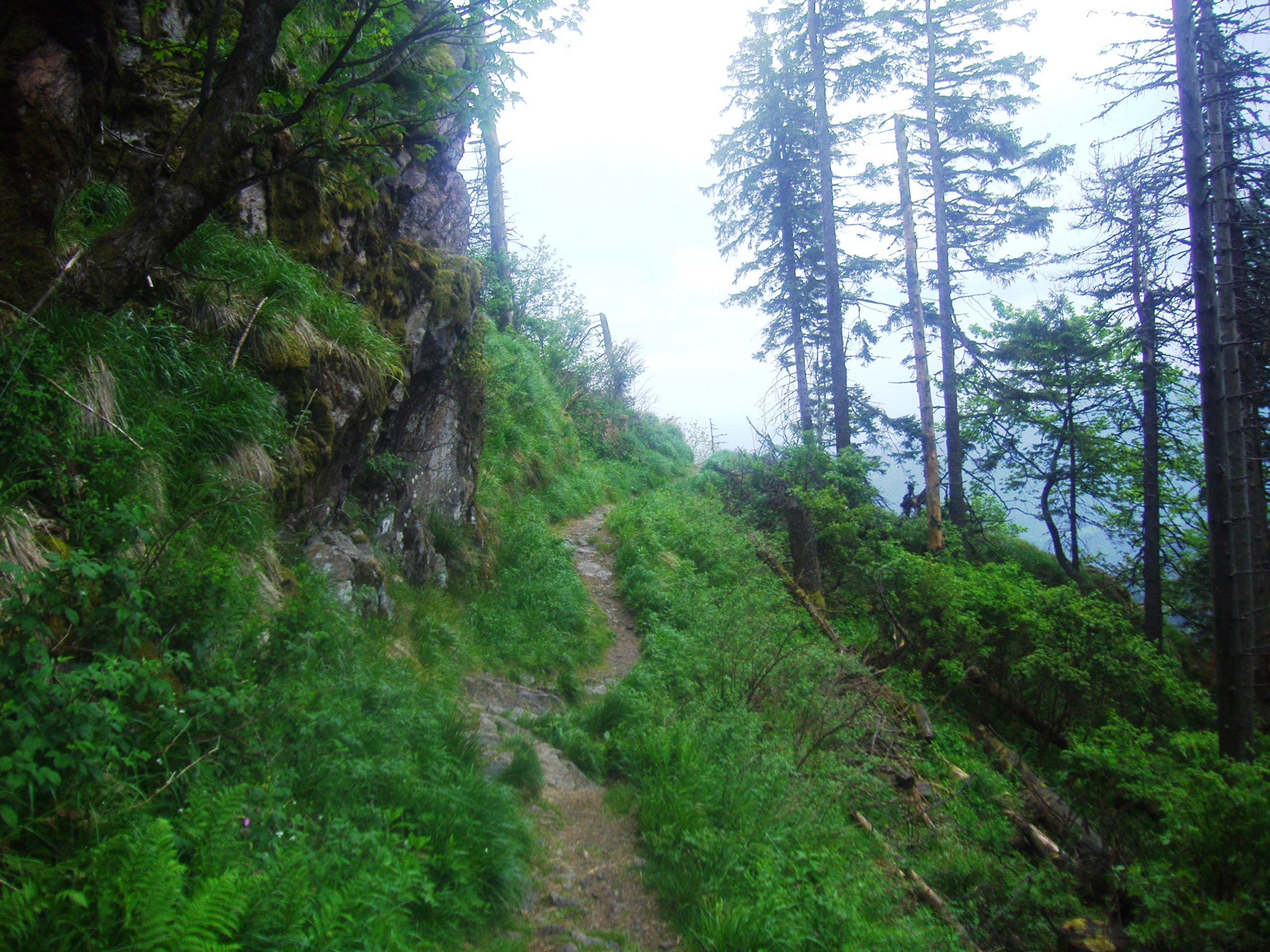
Westweg im Steilhang unter den Felswänden der Hohen Kelch

Die westöstlich gestreckte Kuppe des Belchen wird an den Enden akzentuiert durch die Nebengipfel Hohe Kelch im Westen und Rübgartenkopf im Osten. In der Linie des zum Untermünstertal und schließlich den Neumagen sturzbachartig entwässernden Starkenbrunn-Tobels steigt die Hohe Kelch um ungefähr 775 Meter steil auf und geht 100 Meter unterhalb des Gipfels in Felswände mit getreppten bänderartigen Absätzen über. Durch diese verläuft der Westweg im Zuge des Südwestanstiegs auf den Belchen in teilweise ausgesetzten Passagen. Die Felswände zeigen gut die grobe Struktur von Augengneisen. Der größte Teil des Berges besteht jedoch aus feinkörnigeren Graniten.  In den westlichen Steilhängen gehen die Fichtenforste in Altbestände aus Fichten-Tannen-Buchenwald über. Viele ehemals fichtendominierte Bestände sind infolge des Borkenkäferbefalls weitgehend abgestorben. Auf dem Sattel vom Belchen hin zur Felsspitze erstreckt sich eine schmale Wiese. Die ehemaligen Weidfelder am Südosthang sind mit Borstgrasrasen und Zwergstrauchheiden bedeckt. Die Hohe Kelch ist einbezogen in das Naturschutzgebiet Belchen und das gleichnamige FFH-Gebiet.

## Name
Nach dem Flurnamenlexikon Baden-Württemberg ist Kilch eine andere Form des Wortes Kirche, die auch in übertragenem Sinnzusammenhang stehen kann. Im hochalemannischen Sprachraum existiert noch die Aussprache [ˈχilə] für Kirche. Die Hohe Kelch ist also am ehesten als die Hohe Kirche zu verstehen. Als Kurzform existiert aber auch auf älteren Landkarten mitunter, das berghafte betonend, der Hochkelch. Kulturgeschichtliche Einordnungen des Namens scheint es in der Literatur nicht zu geben.